# 潮音寺 (临夏)

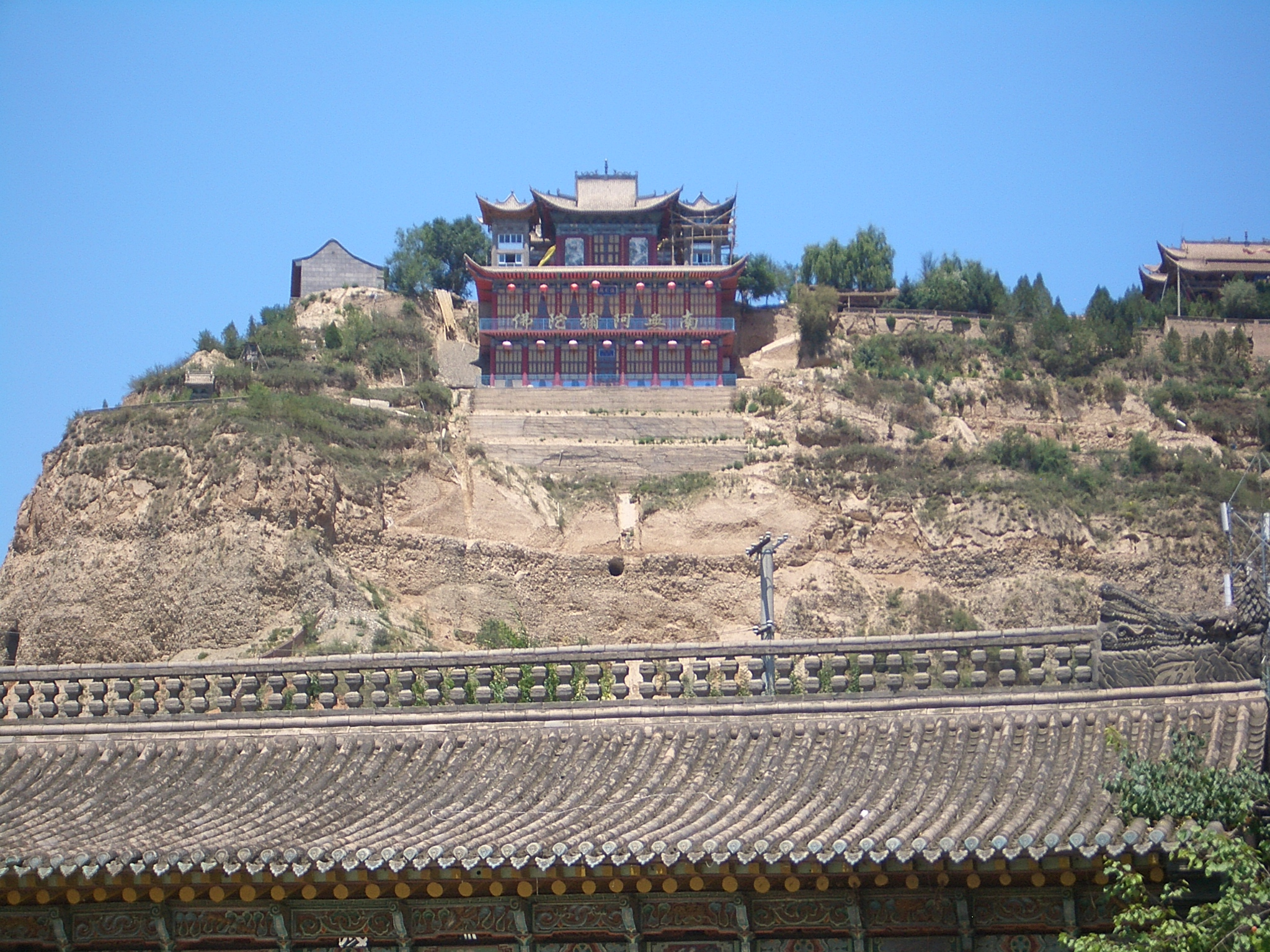
立有“南无阿弥陀佛”六个大金字的的三层楼阁

潮音寺，位于甘肃省临夏回族自治州临夏县，是一座汉传佛教寺院。

## 历史
潮音寺位于临夏县北塬乡孟家墩。始建于唐朝，原址位于临夏市大夏河畔（如今的东公馆附近）。清朝同治回变后，迁到今临夏市城内（如今的临夏市粮站附近），当时该寺僧人非常多，香火旺盛，还在城南门内侧的陕山大会馆分设有观音殿等殿堂，以供来往此地的客商参拜。文化大革命中，该寺被毁灭，原址改建为临夏市粮站。1988年，僧人释如得发心，当地人民政府划拨出了塬头荒地，在信众支持下，按照“圣僧三现”的偈语：“七陵中积峰，苍生一妙井，此地可移潮，云中如来迎，上建清静刹，下生地藏宫。献宝演佛历，境界然自明”，在临夏县北塬乡孟家墩重建了潮音寺。
潮音寺僧人释如得分别于1970年在积石山，1985年在塔尔寺，1989年在普陀山均嘱僧人重建潮音寺。居士郑颂英得知后，委托临洮的杨宗义经过一年多调查核实了此事，郑颂英遂撰写《胜缘奇迹话潮音》向海内外报道，同时在美国《万佛城》、《广东佛教》、《浙江佛教》等海内外佛教报刊上撰文，海内外信众得知后纷纷捐款，后来郑颂英也一直关心潮音寺的重建，使该寺初具规模。
潮音寺坐北向南，北面是临夏县北塬地区，南面山下便是临夏市。西南面山头自西向东依次是二郎岗、栖仙洞、万寿观、祖师殿等道教宫观，山脚下是万寿山公园，向东有城隍庙、弥陀寺、王尚书陵园、宝觉寺等等。潮音寺所在的孟家墩是明朝防守河州的烽火墩，附近出土过石斧、石刀、陶罐等齐家文化器物。

## 建筑

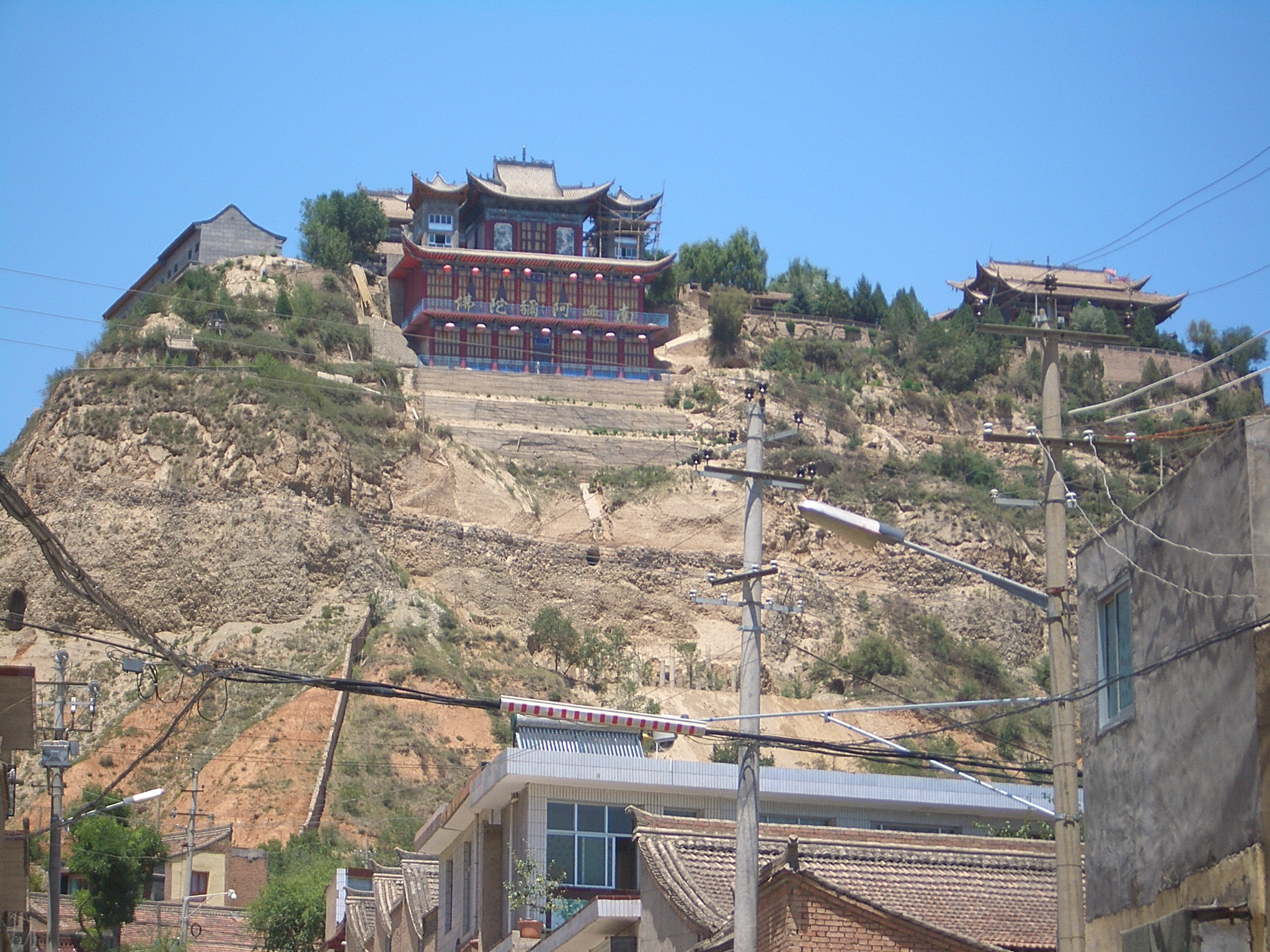
立有“南无阿弥陀佛”六个大金字的的三层楼阁

如今的潮音寺占地面积百亩，主要建筑分为殿堂、洞窟。
殿堂建在孟家墩小丘的前沿台地，已经建成大雄宝殿、圆通殿、天王殿、藏经楼、念佛堂、讲经堂以及寮房、膳舍等建筑，均为砖木结构。
- 大雄宝殿：位于潮音寺北面西侧，装饰有木雕、砖雕、彩绘。正面台阶下面有两只很大的石狮，台阶中央有“苍龙教子”砖雕，台阶两侧几十个护栏望柱上各蹲一只小石狮。大雄宝殿外侧两壁有佛教故事砖雕，东侧挂一口大钟，殿内供金身释迦牟尼、阿弥陀佛、药师佛塑像，两侧供十八罗汉塑像，释迦牟尼像下有一尊小型玉佛和一尊小型铜佛。
- 藏经楼：位于大雄宝殿西侧，收藏全套《大藏经》300余箱。
- 寮房：位于大雄宝殿东侧。
- 圆通宝殿：位于潮音寺东面，正处在建于明朝洪武年间的孟家墩。殿内供千手千眼观音塑像，两侧供文殊菩萨、普贤菩萨塑像。
- 天王殿、念佛堂、佛教文化堂：位于圆通宝殿南面，是一座依山而建的三层楼阁，从山下可望见“南无阿弥陀佛”六个大金字。三层楼阁自上而下分别为天王殿、念佛堂、佛教文化堂。三层的天王殿内供弥勒佛、韦驮、四大天王塑像。天王殿两侧是钟鼓楼，分别挂一口重9999斤半的大钟和一面直径2米的大鼓。二层的念佛堂中央供阿弥陀佛塑像，站在云端，空中悬塑仙鹤、孔雀等等，该堂是僧众诵经之处。一层的佛教文化堂收藏中国佛教协会会长赵朴初题写的“潮音寺”、“大雄宝殿”，以及中国佛教协会理事郑颂英题写的对联，中国各地书画家有关潮音寺及佛教的书画作品。
- 祖师殿、牌坊门：位于山下，2012年左右仍在兴建中。[1]

有两处洞窟分别位于潮音寺西崖和后沟。西崖洞窟位于大雄宝殿西南面的悬崖上，共有26孔洞窟，内供药师佛、地藏王菩萨等。后沟洞窟共有48孔洞窟，部分作为僧人、居士挂单时的宿舍，称“佛七洞”，另外大部分供奉观世音菩萨、文殊菩萨、普贤菩萨、五百罗汉、圣傅塑像等。洞外的墙上有彭大金、孟仁等书画家的书画。洞壁上有佛教故事彩绘。
潮音寺西侧山腰及后沟各有一尊摩崖金身大佛塑像。其中一尊是地藏王菩萨立姿塑像，高11米；另一尊是阿弥陀佛塑像，高14米。